# Primera División Uruguaya 1953
Il campionato era formato da dieci squadre e il Peñarol vinse il titolo.

## Classifica finale
| Pos. | Squadra              | G  | V  | N | P  | GF | GS | Punti |
| ---- | -------------------- | -- | -- | - | -- | -- | -- | ----- |
| 1    | Peñarol              | 18 | 15 | 2 | 1  | 59 | 13 | 32    |
| 2    | Nacional             | 18 | 9  | 7 | 2  | 34 | 21 | 25    |
| 3    | Rampla Juniors       | 18 | 9  | 4 | 5  | 30 | 21 | 22    |
| 4    | River Plate          | 18 | 7  | 5 | 6  | 28 | 31 | 19    |
| 5    | Defensor             | 18 | 6  | 6 | 6  | 32 | 34 | 18    |
| 6    | Danubio              | 18 | 5  | 6 | 7  | 25 | 25 | 16    |
| 7    | Liverpool            | 18 | 5  | 5 | 8  | 27 | 33 | 15    |
| 8    | Montevideo Wanderers | 18 | 5  | 5 | 8  | 26 | 35 | 15    |
| 9    | Cerro                | 18 | 4  | 4 | 10 | 14 | 31 | 12    |
| 10   | Central              | 18 | 2  | 2 | 14 | 15 | 46 | 6     |

G = Partite giocate; V = Vittorie; N = Nulle/Pareggi; P = Perse; GF = Goal fatti; GS = Goal subiti; 

## Classifica marcatori
| Gol |  |  | Giocatore    | Squadra |
| --- |  |  | ------------ | ------- |
| 17  |  |  | Juan Hohberg | Peñarol |